# Condado de Livingston (Illinois)
El condado de Livingston (en inglés: Livingston County) es un condado en el estado estadounidense de Illinois. En el censo de 2000 el condado tenía una población de 39 678 habitantes. Forma parte del área micropolitana de Pontiac. La sede de condado es Pontiac. El condado fue formado el 27 de febrero de 1837 a partir de porciones de los condados de Iroquois, LaSalle y McLean. Fue nombrado en honor a Edward Livingston, un estadista de Nueva York.

## Geografía
Según la Oficina del Censo, el condado tiene un área total de 2708 km² (1045 sq mi), de la cual 2703 km² (1043 sq mi) es tierra y 5 km² (2 sq mi) (0,16%) es agua.

### Condados adyacentes
- Condado de Grundy (norte)
- Condado de Kankakee (noreste)
- Condado de Ford (sureste)
- Condado de McLean (suroeste)
- Condado de Woodford (oeste)
- Condado de LaSalle (noroeste)

## Autopistas importantes
- Interestatal 55
- U.S. Route 24
- Ruta Estatal de Illinois 17
- Ruta Estatal de Illinois 23
- Ruta Estatal de Illinois 47
- Ruta Estatal de Illinois 116

## Demografía
En el  censo de 2000, hubo 39 678 personas, 14 374 hogares y 9946 familias residiendo en el condado. La densidad poblacional era de 38 personas por milla cuadrada (15/km²). En el 2000 había 15 297 unidades habitacionales en una densidad de 15 por milla cuadrada (6/km²). La demografía del condado era de 92,32% blancos, 5,17% afroamericanos, 0,17% amerindios, 0,31% asiáticos, 0,01% isleños del Pacífico, 1,22% de otras razas y 0,80% de dos o más razas. 2,66% de la población era de origen hispano o latino de cualquier raza. 
La renta promedio para un hogar del condado era de $41 342 y el ingreso promedio para una familia era de $47 958. En 2000 los hombres tenían un ingreso medio de $36 414 versus $23 479 para las mujeres. La renta per cápita para el condado era de $18 347 y el 8,80% de la población estaba bajo el umbral de pobreza nacional.

## Ciudades y pueblos
| - Ancona - Blackstone - Campus - Cayuga | - Chatsworth - Cornell - Cullom - Dwight | - Emington - Fairbury - Flanagan - Forrest | - Graymont - Long Point - Odell - Pontiac | - Reddick - Saunemin - Strawn - Streator |